# Buddy Catlett
George James (Buddy) Catlett (Long Beach, 13 mei 1933 – Seattle, 12 november 2014) was een Amerikaanse contrabassist in de jazz.. Hij werkte in het orkest van Count Basie en met Louis Armstrong en verscheen met deze jazzgrootheden in enkele films: Sex and the Single Girl (1964) en When the Boys Meet the Girls (1965).

## Biografie
Catlett speelde aanvankelijk saxofoon en klarinet, maar koos uiteindelijk voor de contrabas als zijn belangrijkste instrument. Hij begon zijn loopbaan als saxofonist in de band van Bumps Blackwell, waarin ook (jeugdvriend) Quincy Jones, Ernestine Anderson en Ray Charles actief waren. Nadat hij begin jaren vijftig om gezondheidsredenen was overgestapt op de contrabas speelde hij bij Horace Henderson (1956-1957), Johnny Smith (1958-1959) en Cal Tjader (1959). Catlett toerde met Quincy Jones' band door Europa ("Free and Easy", 1959/1960). In de jaren zestig speelde hij bij Curtis Fuller/Freddie Hubbard, Junior Mance, Chico Hamilton, Johnny Griffin en Eddie Lockjaw Davis.
In de periode 1961-1964 was hij lid van de bigband van Count Basie, waarmee hij veel opnam. Hij speelde daarna in de bigband van Maynard Ferguson (1964-1965) en speelde met Coleman Hawkins en Barry Harris in Five Spot in New York. In de tweede helft van de jaren zestig maakte hij deel uit van de All Stars van Louis Armstrong. Tevens speelde hij met Roy Eldridge, Roland Hanna en Tyree Glenn. In de jaren zeventig werkte hij als freelancer in New York, tot hij in 1978 terugkeerde naar Seattle, waar hij ging werken met lokale musici, zoals Michel Bisio.
In zijn loopbaan speelde hij als sideman mee op opnames van onder andere Bill Coleman, Benny Bailey, Hawkins, Frank Wess, Mel Tormé en Phil Woods.
In 1991 werd hij opgenomen in de Seattle Jazz Hall of Fame.
Catlett overleed op 81-jarige leeftijd.

## Discografie
Als sideman
- 1959: The Great Wide World of Quincy Jones - Quincy Jones
- 1960: From Boogie to Funk – Bill Coleman
- 1960: Big Brass - Benny Bailey
- 1960: Boss of the Soul-Stream Trombone - Curtis Fuller
- 1960: I Dig Dancers - Quincy Jones
- 1961: The Magnificent Trombone of Curtis Fuller - Curtis Fuller
- 1961: Rights of Swing - Phil Woods
- 1962: Goin' to the Meeting – Eddie "Lockjaw" Davis
- 1962: Tough Tenor Favorites - Eddie "Lockjaw" Davis
- 1962: On My Way & Shoutin' Again! - Count Basie
- 1963: This Time by Basie! - Count Basie
- 1963: More Hits of the 50's and 60's - Count Basie
- 1963: Ella and Basie! – Ella Fitzgerald en Count Basie
- 1964: Basie Land - Count Basie
- 1964: It Might As Well Be Swing - Frank Sinatra en Count Basie
- 1966: Wrapped Tight – Coleman Hawkins